# Ито, Мима
Мима Ито (яп. 伊藤 美誠 Ито: Мима) род. 21 октября 2000 — японская спортсменка, игрок в настольный теннис, олимпийская чемпионка (2020) в миксте (вместе с Дзюном Мидзутани), серебряный призёр Олимпийских игр — в командном первенстве (2020), двукратный бронзовый призёр Олимпийских игр — в командном первенстве (2016) и одиночном разряде (2020). Ито и Мидзутани стали первыми в истории олимпийскими чемпионами по настольному теннису от Японии.

## Биография

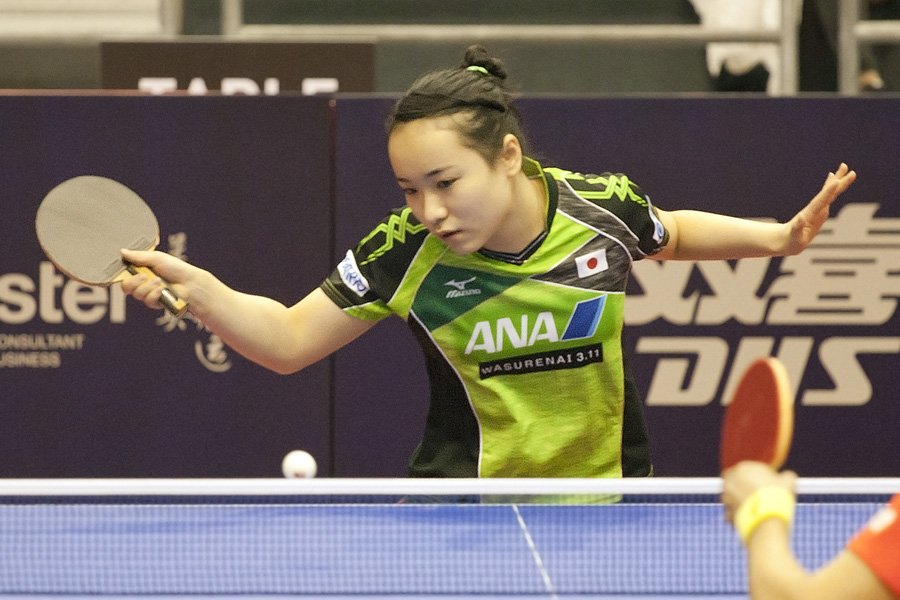
ITTF World Tour 2017 German Open

В возрасте 10 лет она стала самой молодым игроком в истории, выигравшим матч на взрослом чемпионате Японии по настольному теннису, и самым молодым игроком, победившим в турнире юниорской серии ITTF Junior Circuit. В возрасте 11 лет она победила игрока, занимавшего на том момент 50 место в мировом рейтинге.
В марте 2014 года Мима Ито в паре с Миу Хирано завоевала титул в парном разряде на международном турнире German Open в Германии. Обеим девочкам на тот момент было 13 лет, и они вошли в историю как самые молодые победители парного разряда в турнире из серии ITTF World Tour.
Также в 2014 году в паре с Миу Хирано победила в парном разряде Гранд-финала Мирового тура ITTF (итоговый турнир Мирового тура ITTF, англ. ITTF World Tour Grand Finals).
В марте 2015 года на German Open завоевала титул теперь уже в одиночном разряде, победив на пути, среди прочих, Фэн Тяньвэй.
В 2016 году Мима Ито завоевала бронзовую медаль на Летних Олимпийских играх в Рио, и в 2017 году в очередном издании Книги рекордов Гиннесса была отмечена как самая молодая медалистка Олимпийских игр в истории. Кроме того, Мима Ито является обладательницей ещё трёх рекордов Гиннесса: самая молодая победительница в парном разряде этапа «ITTF World Tour» (German Open 2014), самая молодая победительница в одиночном разряде этапа ITTF World Tour, самый быстрый розыгрыш в настольном теннисе в мире — 180 ударов за 1 минуту.
В 2018 году Мима Ито выиграла чемпионат Японии во всех трех возможных категориях — одиночные соревнования, парные и смешанные. Она стала четвёртой спортсменкой в истории Японии, которой этого удалось достичь, и, в свои 17 лет, самой молодой.
Мима Ито одерживала победы в одиночном разряде на семи этапах «ITTF World Tour» — German Open 2015, Austria Open 2016, Czech Open 2017, Japan Open 2018, Swedish Open 2018, Austria Open 2019 и Hungarian Open 2020.